# 5254 Ulysses
5254 Ulysses è un asteroide troiano di Giove del campo greco del diametro medio di circa 78,34 km. Scoperto nel 1986, presenta un'orbita caratterizzata da un semiasse maggiore pari a 5,2374771 UA e da un'eccentricità di 0,1202937, inclinata di 24,19445° rispetto all'eclittica.
L'asteroide è dedicato a Ulisse, re di Itaca. Al medesimo personaggio è dedicato anche l'asteroide 1143 Odysseus.